# Wilhelm Wernher
Johann Wilhelm Wernher (* 13. November 1826 in Nierstein; † 17. Mai 1906 ebenda) war ein deutscher Kolonialwarenhändler, Weingutbesitzer und Abgeordneter der 1. Kammer der Landstände des Großherzogtums Hessen (NLP).
Wilhelm Wernher war der Sohn des Gutsbesitzers und Mitglieds der Nationalversammlung Philipp Wilhelm Wernher und dessen Ehefrau Auguste geborene Carl (1806–1833). Wernher, der evangelischer Konfession war, heiratete am 24. Juni 1851 in Nierstein Justine geborene Schuch (1826–1873), der Tochter des Küfers und Gastwirts „Zur Krone“ in Nierstein Georg Friedrich Schuch und der Johanna Luise geborene Curschmann. Aus der Ehe gingen folgende Kinder hervor:
- Wilhelm Wernher (1853–1921), Weingutsbesitzer und Weinhändler, verheiratet mit Elise Kessel
- Luise Wernher (* 1854)
- Fritz Wernher (* 1864), Weingutsbesitzer, Weinhändler

Wernher war Weingutbesitzer in Nierstein und betrieb daneben eine Kolonialwarenhandlung und die Postagentur. Seit 1889 war er Rentner.
Von 1887 bis 1893 gehörte er der Zweiten Kammer der Landstände an. Er wurde für den Wahlbezirk Rheinhessen 7/Nieder-Olm gewählt. Weiterhin war er Gemeinderatsmitglied in Nierstein.